# Estádio Lauro Assunção
Estádio Lauro Assunção – stadion piłkarski, w Tocantinópolis, Tocantins, Brazylia, na którym swoje mecze rozgrywa klub Tocantinópolis Esporte Clube.